# The Remix
The Remix je první remixové album od americké zpěvačky Lady Gaga. Obsahuje remixy z jejího prvního studiového alba The Fame a jeho rozšířené verze The Fame Monster.

## Seznam skladeb
| Pořadí | Název                                                                        | Autor                                                                  | Délka |
| ------ | ---------------------------------------------------------------------------- | ---------------------------------------------------------------------- | ----- |
| 1.     | Just Dance (Richard Vission Remix)                                           | Lady Gaga, RedOne, Aliaune Thiam                                       | 6:15  |
| 2.     | Poker Face (LLG vs. GLG Radio Mix Remix)                                     | Lady Gaga, RedOne                                                      | 4:03  |
| 3.     | LoveGame (Chew Fu Ghettohouse Fix) (featuring Marilyn Manson)                | Lady Gaga, RedOne                                                      | 5:21  |
| 4.     | Eh, Eh (Nothing Else I Can Say) (Frankmuzik Remix)                           | Lady Gaga, Martin Kierszenbaum                                         | 3:49  |
| 5.     | Paparazzi (Stuart Price Remix)                                               | Lady Gaga, Rob Fusari                                                  | 3:21  |
| 6.     | Boys Boys Boys (Manhattan Clique Remix)                                      | Lady Gaga, RedOne                                                      | 2:50  |
| 7.     | The Fame (Glam as You Remix)                                                 | Lady Gaga, Kierszenbaum                                                | 3:57  |
| 8.     | Bad Romance (Starsmith Remix)                                                | RedOne, Lady Gaga                                                      | 4:57  |
| 9.     | Telephone (Passion Pit Remix) (featuring Beyoncé)                            | Lady Gaga, Rodney Jerkins, LaShawn Daniels, Lazonate Franklin, Beyoncé | 5:14  |
| 10.    | Alejandro (Sound of Arrows Remix)                                            | RedOne, Lady Gaga                                                      | 3:59  |
| 11.    | Dance in the Dark (Monarchy 'Stylites' Remix)                                | Lady Gaga, Fernando Garibay                                            | 6:10  |
| 12.    | Just Dance (Deewaan Remix) (featuring Ashking, Wedis, Lush, and Young Thoro) | Lady Gaga, RedOne, Thiam                                               | 4:16  |
| 13.    | LoveGame (Robots to Mars Remix)                                              | Lady Gaga, RedOne                                                      | 3:12  |
| 14.    | Eh, Eh (Nothing Else I Can Say) (Pet Shop Boys Remix)                        | Lady Gaga, Kierszenbaum                                                | 2:49  |
| 15.    | Poker Face (Live at The Cherrytree House Piano & Voice Version)              | Lady Gaga, RedOne                                                      | 3:39  |
| 16.    | Bad Romance (Grum Remix)                                                     | RedOne, Lady Gaga                                                      | 4:53  |
| 17.    | Telephone (Alphabeat Remix) (featuring Beyoncé)                              | Lady Gaga, Jerkins, Daniels, Franklin, Beyoncé                         | 4:48  |